# آرون جميسون
آرون جميسون (بالإنجليزية: Arron Jameson)‏ (7 نوفمبر 1989 بشفيلد في المملكة المتحدة - ) هو لاعب كرة قدم بريطاني في مركز حراسة المرمى. لعب مع برادفورد سيتي وشيفيلد وينزداي ونادي يورك سيتي ونادي غاينسبورو ترينيتي وBuxton F.C. ‏ وIlkeston F.C. ‏ وماتلوك تاون ‏ ونادي ستاليبريدج سيلتيك ونادي هاروجيت تاون.

## وصلات خارجية
- آرون جميسون على موقع قاعدة بيانات كرة القدم.إي يو (الإنجليزية)
- آرون جميسون على موقع Soccerbase.com (لاعب) (الإنجليزية)
- آرون جميسون على موقع Soccerway.com (الإنجليزية)